# Gerhard Krausse
Gerhard Krausse (auch: Krauße; * 1. Juli 1926 in Teichwolframsdorf; † 5. März 2012) war ein deutscher Diplomat. Er war Botschafter der DDR im Tschad.

## Leben
Krausse, Sohn einer Arbeiterfamilie, besuchte die Volksschule. Er arbeitete als Verwaltungsangestellter. Zum 20. April 1944 trat er der NSDAP bei (Mitgliedsnummer 9.969.229). Nach 1945 trat er der SED bei, studierte und schloss sein Studium 1962 als Diplom-Staatswissenschaftler ab. 
Seit 1962 war er Mitarbeiter des Ministeriums für Auswärtige Angelegenheiten der DDR (MfAA). Zunächst wirkte er als Mitarbeiter der Botschaft in Bukarest und dann als amtierender Leiter der DDR-Handelsvertretung in Guinea. Von 1971 bis 1976 war er Botschafter in N’Djamena. Anschließend wurde Krausse Leiter der Abteilung Informationsdienst und Presseauswertung im MfAA.